# Palazzo Bolani Erizzo
Palazzo Bolani Erizzo è un antico palazzo veneziano del XIII secolo, costruito lungo il Canal Grande nel sestiere di Cannaregio.

## Storia
Fu l'antica dimora del poeta  Pietro Aretino   nel Cinquecento, nei primi anni del XIX secolo fu acquistato dalla famiglia Levi.
Dopo la prima guerra mondiale vi risiedette l'ingegnere Gino Vittorio Ravà. Durante l'ultima guerra fu affittato per breve tempo al poeta Marinetti che nel 1944 vi fondò l'associazione futurista Cannaregio 5662.

## Panorama dalle finestre del palazzo
Secondo E. Fahy un dipinto ad olio di Francesco Guardi , rappresentante il Canal Grande e ponte di Rialto, mostra il panorama veneziano come era possibile osservarlo da una finestra ubicata al primo piano di questo palazzo.